# Japan Post Holdings
Japan Post Holdings Co., Ltd. (日本郵政株式会社, Nippon Yū-sei Kabushiki-gaisha), ou simplement  JP Nippon Yū-sei (JP 日本郵政) ou JP Holdings est le holding de l'actuel groupe postal japonais.

## Activité
En 2024, elle affichait un chiffre d'affaires de 205,958 milliards de dollars US, la classant au 9e rang des plus grandes entreprises mondiales classées en fonction de leur chiffre d'affaires. 

## Histoire
La holding a été fondée le 1er octobre 2007, date à partir de laquelle l'ancienne Japan Post a été divisée et son processus de privatisation lancé. Toutefois, après le changement de majorité à la Chambre des représentants lors des élections du 30 août 2009, le nouveau gouvernement fait voter une loi gelant la vente des actions de la JP Holdings et de ses quatre compagnies, et donc le processus de privatisation. Cette décision est fortement critiquée par la presse.
Fin 2014, le gouvernement japonais annonce que la Japan Post Holdings et deux unités (Japan Post Bank et Japan Post Insurance) seront progressivement introduites à la Bourse de Tokyo à partir de septembre 2015. Le dépôt officiel du plan d'introduction est effectué le 30 juin 2015. Environ 10 % des actions existantes de chacune des trois sociétés seront mis sur le marché le 4 novembre 2015 : les prix définitifs sont fixés le 19 octobre pour Japan Post Bank à 1 450 yens et pour Japan Post Insurance à 2 200 yens par action, et le 26 octobre pour la holding à 1 400 yens,.
En février 2015, Japan Post Holdings acquiert Toll Holdings, une importante entreprise australienne de logistique, pour 6,5 milliards de dollars australiens soit environ 5,1 milliards de dollars.
En septembre 2017, le gouvernement japonais annonce la vente de 22 % de Japan Post Holdings pour l’équivalent de 12 milliards de dollars.
Fin décembre 2019, plusieurs dirigeants de Japan Post démissionnent, après avoir reconnu la vente abusive de milliers de contrats d'assurance à des personnes âgées.
En octobre 2021, le gouvernement japonais annonce la vente d'une participation de 27 % dans Japan Post, pour 8,5 milliards de dollars. L'État japonais a après cette transaction une participation d'environ un tiers du capital de Japan Post, le minimum autorisé par la loi.

## Entreprises du groupe
Depuis 2007, le groupe est divisé en :
- Japan Post Service, pour la distribution du courrier,
- Japan Post Network, pour la gestion des bureaux de poste,
- Japan Post Bank, pour les services bancaires,
- Japan Post Insurance, pour l’assurance-vie.